# Hookeriopsis pocsii
Hookeriopsis pocsii är en bladmossart som beskrevs av Maurice Bizot 1980. Hookeriopsis pocsii ingår i släktet Hookeriopsis och familjen Hookeriaceae. Inga underarter finns listade i Catalogue of Life.